# Furtună

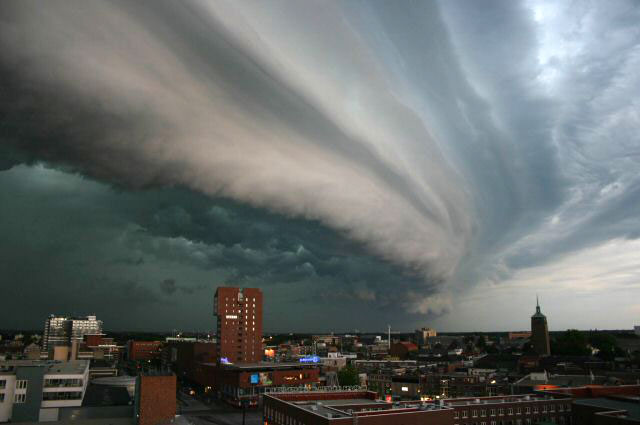

Furtuna este un fenomen meteorologic, care constă în ploaie și descărcări electrice (fulgere și trăsnete), însoțite aproape întotdeauna și de vânturi puternice, de peste 75 km/h, adică gradul 9 pe scara Beaufort (74,9 km/h, 20,8 m/s). Pe oceane se pot forma valuri de apă de până la 10 metri înălțime, care se răstoarnă. O furtună de gradul 12 pe scara Beaufort, cu vânt de 117,7 km/h, este clasificată ca fiind un uragan, iar valurile pot ajunge la 16 m înălțime.
Clasificarea furtunilor se face în următoarele trei categorii:
- Furtună monocelulară: este alcătuita dintr-o singură celulă convectivă.
- Furtună multicelulară: este alcătuita din mai multe celule convective.
- Furtună supercelulară: este o celulă convectivă foarte dezvoltată, care în mod obligatoriu conține o structură centrală rotativă, denumit mezociclon.

În aceste definiții, termenul celulă se referă la un sistem simplu de convecție (transportul vertical al maselor de aer cald și umed), care este alcătuit din curenți de aer ascendenți și curenți compensatori descendenți. În natură, formele tipice ale celulei sunt norii cumulus și norul cumulonimbus.
O formă specială de furtună este ciclonul tropical.

## Vezi și
- Furtuna
- Furtună de nisip
- Furtună de zăpadă
- Furtună geomagnetică
- Furtună solară (Furtuna solară din 1859)
- Furtună tropicală (Furtuna tropicală Washi (2011))
- Furtună (nume de familie)
- Lista paginilor care conțin în titlu termenul „Furtună”